# Cookie Dough Bites
Cookie Dough Bites — конфеты, принадлежащие американской компании Taste of Nature, Inc. Они покрыты шоколадом и чаще всего продаются в коробках размером с театральную сцену. Изначально они выпускались со вкусом печенья с шоколадной крошкой, но с момента их появления появилось множество других вкусов.
Впервые конфеты поступили в продажу в 1997 году в кинотеатрах. Позже они стали доступны во многих регионах мира, включая Канаду, страны Карибского бассейна, Мексику, Великобританию, Европу/ЕС, несколько стран Ближнего Востока, Австралию и Новую Зеландию.

## История
Скотт Самет (Scott Samet) и Дуглас Чу (Douglas Chu) основали компанию Taste of Nature, Inc. в 1992 году, чтобы производить и продавать более полезные альтернативные закуски для кинотеатров и оптовых покупателей. Из-за отсутствия роста в 1995 году компания начала экспериментировать с кондитерскими изделиями, что привело к созданию их первого продукта из теста для печенья в шоколадной глазури, который продавался оптом. Компания поняла, что может создать более привлекательный продукт, увеличив количество теста в каждом кусочке, и впоследствии создала собственный бренд и упаковку, выпустив в 1997 году печенье Cookie Dough Bites.

## Производственный процесс
Телевизионное шоу Unwrapped, которое ведёт Марк Саммерс (Mark Summers), рассказывает о том, как приготовить печенье из теста. Соучредитель Дуглас Чу заявляет, что им нужно было сохранить стабильность продукта при хранении, поэтому из теста для печенья пришлось удалить один ключевой ингредиент: «У нас есть специальная формула без яиц, которая позволяет продукту оставаться свежим на полке около года» (англ. «We have a special egg-free formula that allows the product to stay fresh on the shelf about a year»). Выбор шоколадной крошки в качестве основного ароматизатора был очевиден, поскольку это самое популярное печенье в США, и они разработали подход, позволяющий повторить это: «Мы основали нашу основную формулу на основе печенья с шоколадной крошкой, мы сделали ещё один шаг вперед, добавив шоколадную глазурь, чтобы люди действительно могли получить это взрыв шоколадного вкуса в каждом кусочке, который они съедают. В ходе многочисленных испытаний мы выяснили, что люди предпочитают соотношение шоколадной глазури и теста для печенья 1/1» (англ. «We based our primary formula based on a chocolate chip cookie, we took it a step further by adding a coating of chocolate so that people could really get that burst of chocolate flavor to each piece they eat. Through extensive testing, we’ve found that an equal 1/1 ratio from chocolate coating to cookie dough center is what people prefer»). Каждый кусочек теста для печенья также покрыт тонким глянцевым слоем. Один слой аравийской камеди придаёт кусочкам глянцевый блеск, позволяя им сохранять форму и не слипаться. Фабрика может производить более 20000 фунтов печенья в день, и хотя рецепт похож на настоящее тесто для печенья, Чу предупреждает, что это не так: «В конечном счёте это конфета, и она не предназначена для выпекания» (англ. «It is ultimately candy and not meant to be baked»).

## Факты о питании
В статье «Информация о пищевой ценности печенья Cookie Dough Bites» (англ. «Cookie Dough Bites nutrition information») говорится, что печенье Cookie Dough Bites в основном состоит из шоколада (сахара, цельного молока, какао-масла). В ½ упаковки печенья Cookie Dough Bites с шоколадной крошкой содержится 190 калорий. Распределение калорий: 42% жиров, 54% углеводов, 4% белков.

## Разнообразие
Кусочки теста для печенья состоят из различных вкусов и разновидностей печенья и тортов. Сорт отличается сердцевиной теста для печенья, а также покрытием, в котором иногда используются тёмный шоколад и белый шоколад.В последние годы были выпущены даже газированные напитки со вкусом Chocolate Chip Cookie Dough Bites и Red Velvet Bites.

## Вкусы
- Chocolate Chip Cookie Dough Bites
- Mint Chocolate Chip Cookie Dough Bites[5]
- Dark Chocolate Chip Cookie Dough Bites
- Peanut Butter Cookie Dough Bites[5]
- Fudge Brownie Cookie Dough Bites[5]
- Cookies ‘n Cream Bites[6]
- Red Velvet Cupcake Bites[5]
- Cupcake Bites[6]
- Strawberry Dream Bites
- Birthday Cake Cookie Dough Bites
- Cinnamon Bun Cookie Dough Bites[6]
- S’moresels
- Moon Pie Bites[5]
- Gingerbread

## Культурные аспекты
После запуска в продажу исключительно в кинотеатрах первым местом, где начались продажи Cookie Dough Bites, стал кинотеатр Blockbuster.
Конфеты Cookie Dough Bites были выпущены в конце 1990-х годов, но, возможно, они опередили своё время. Сайт Eater.com сообщил, что 2017 год «должен был стать прорывным годом для съедобного теста для печенья» (англ. «set to be the breakout year for edible cookie dough»). Google Trends показал, что в 2017 году интерес к запросу «съедобное тесто для печенья» (англ. «edible cookie dough») был самым высоким за всю историю.
Дуглас Чу и Скотт Самет основали свою компанию с нуля «на заднем дворе родительского дома Дуга» (англ. «in the back of Doug's parents house»), вложив каждый по 5000 долларов собственных средств.
В 2018 году производитель конфет Cookie Dough Bites стал настоящим производителем печенья, когда взял на себя производство и продажу предварительно упакованного печенья Mrs. Fields.